# De Film van Dylan Haegens
De film van Dylan Haegens is een Nederlandse komediefilm uit 2018, geregisseerd door Dylan Haegens en Bas van Teylingen. De film is op 16 augustus 2018 in première gegaan.

## Verhaal
Dylan Haegens, Teun Peters, Rick Vermeulen en Marit Brugman spelen een versie van zichzelf. Ze hebben een concurrent, youtuber IJsbrand (Nick Golterman), die hun filmpjes na-aapt en razendsnel zijn eigen filmpjes online zet. Dylan en Teun ontdekken dat IJsbrand een speciaal computerprogramma huurt voor het gemakkelijk genereren van video's waarin bestaande mensen lijken op te treden, zonder dat deze daadwerkelijk iets hoeven te doen. Ze huren het ook, op proef, en het aantal abonnees schiet omhoog, tot bekend wordt dat de video's nep zijn: ze worden nu door hun kijkers en de hele YouTube-gemeenschap verguisd. Ook geeft het ruzie met Rick en Marit. De huur van het programma blijkt echter moeilijk op te zeggen. IJsbrand heeft er ook last van en is nu een medestander. Uiteindelijk komt alles goed.
Verfremdungseffekten zijn dat de personages in de film enkele malen refereren aan het feit dat ze erin spelen, en dat Bas van Teylingen, die de voice-over doet, soms als zodanig in beeld komt (met koptelefoon op) en daarbij ook met de personages praat.

## Rolverdeling
| Acteur/actrice                 | Personage        |
| ------------------------------ | ---------------- |
| Dylan Haegens                  | Dylan            |
| Marit Brugman                  | Marit            |
| Rick Vermeulen                 | Rick             |
| Teun Peters                    | Teun             |
| Thomas Smagge                  | Schilderij 1     |
| Amir Motaffaf                  | Schilderij 2     |
| Nick Golterman                 | IJsbrand         |
| Karen Damen                    | Yvonne Hermans   |
| Patrick Stoof                  | Dhr. Opstelten   |
| Ilse Warringa                  | Gerry            |
| Rico Verhoeven                 | Diederik-Jan     |
| Timmie Groetelaers (DJ Timmie) | Tim              |
| Melanie Latooy                 | Melanie          |
| Bas van Teylingen              | Voice-over       |
| Lise van Wijk                  | Lise             |
| Senna Bellod                   | Senna            |
| Klaas van Kruistum             | Bankdirecteur    |
| Buddy Vedder                   | Presentator      |
| Jochem van Gelder              | Kok              |
| Mert Ugurdiken (Mertabi)       | Restaurantgast   |
| Teske de Schepper              | Teske            |
| Bram Krikke                    | Gastheer         |
| Kelvin Boerma                  | Kalvijn          |
| Peter Nauts                    | Peter            |
| Dante (Clonny Games)           | Buurjongen       |
| Jan-Willem Schut               | Agent            |
| Marco van Es                   | Peter Hoefnagels |
| Giel de Winter                 | StukTV           |
| Thomas van der Vlugt           | StukTV           |
| Stefan Jurriens                | StukTV           |
| Djamila (MeisjeDjamila)        | Stewardess       |
| Bibi                           | Bibi             |
| Sterre Koning                  | Sterre           |
| Theotje Vis                    | buurjongen       |
| Ronald Vledder                 | Ronald           |
| Wouter van der Vaart           | Wouter           |
| Giovanni Latooy                | Gio              |

## Productie
Op 18 maart 2018 maakte Haegens bekend via YouTube dat er een eigen bioscoopfilm zou komen. Via Instagram werd stapsgewijs de rolverdeling bekend. De opnames van de film vonden plaats tussen 18 april 2018 en 13 mei 2018, de film werd in 15 draaidagen opgenomen. Verder is de film op 13 verschillende locaties opgenomen.
Na een week in de bioscopen werd op 24 augustus de film al bekroond met de Gouden Film omdat de kaap van 100.000 bioscoopbezoekers werd overschreden. De film kreeg in totaal meer dan 300.000 bezoekers.

## Trivia
- Jan-Willem Schut, die de rol van agent speelt, is in het echte leven ook politieagent. Schut staat vooral bekend als de politievlogger.